# Ozarba heringi
Ozarba heringi là một loài bướm đêm trong họ Noctuidae.